# Wilhelm Pieper (Revolutionär)

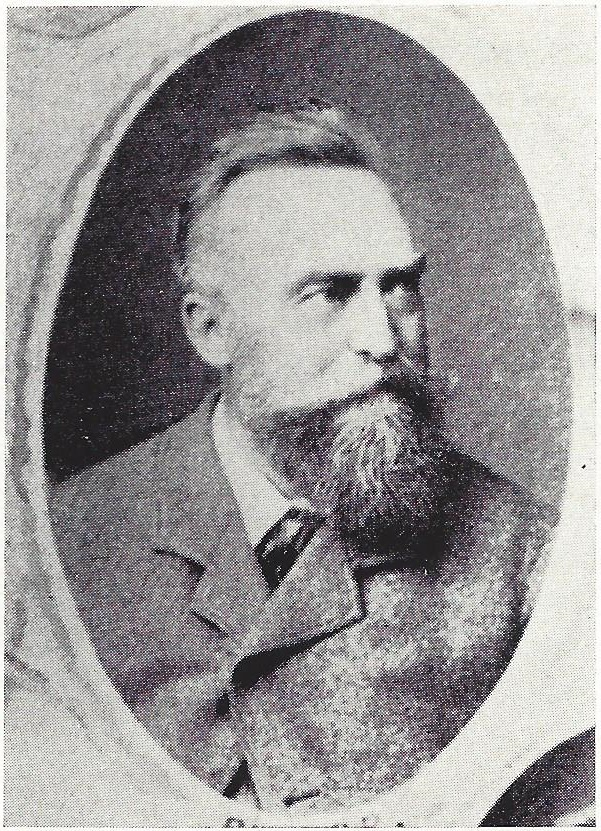
Wilhelm Pieper

Friedrich Ludwig Wilhelm Pieper (* 1826 in Hannover; † 10. Januar 1898 in Freiburg im Breisgau) war ein deutscher Revolutionär, Journalist und Gymnasiallehrer.

## Leben
Pieper war der Sohn eines Postrevisors in Hannover. Er begann Ostern 1846 das Studium der Evangelischen Theologie an der Georg-August-Universität Göttingen. Er wurde zunächst Mitglied und Senior des Corps Hanseatia Göttingen, das am 19. Februar 1848 die Tradition des 1846 suspendierten Corps Hannovera Göttingen übernahm und sich mit diesem vereinte. Bei Hannovera wurde er ebenfalls Senior.
Die Märzrevolution eskalierte in Göttingen am 17. März 1848 mit dem Auszug nach Northeim, von wo aus die Studenten bereits am nächsten Tag in ihre Heimatorte weiter reisten. Die Studentenschaft der Universität Göttingen kehrte erst am 1. Mai 1848 unter dem Jubel der Göttinger Bevölkerung in die Stadt zurück. Die Göttinger Bürger gaben ihren Studenten zu Ehren ein großes Festessen in der Universitätsreithalle, bei dem 900 Personen verköstigt wurden. Im Zuge der Volksbewaffnung im Mai/Juni 1848 wurde er zum Anführer eines der vom Göttinger Senioren-Convent gebildeten Züge der Studentenkompanie bestellt. Am 15. Juli 1848 vertrat Pieper den SC zu Göttingen bei der Gründung des Kösener Senioren-Convents-Verbandes (KSCV) in der Aula der Universität Jena.  Unter dem Einfluss des studentischen Progress stiftete er mit weiteren sieben ihm nachfolgenden Corpsstudenten der Hannovera (u. a. Hugo Pernice) am 25. November 1848 die Progressverbindung Teutonia in Göttingen, das spätere Corps Teutonia Göttingen, wo er ebenfalls die erste Charge übernahm. Teutonia wies bis um 1850 eine starke burschenschaftliche Prägung auf. Wilhelm Pieper wurde am 2. Dezember 1848 seitens des Corps Hannovera vom Corpsconvent dimittiert und im Januar 1849 wurde ihm auch das Corpsband des Corps Hanseatia entzogen. Wilhelm Pieper promovierte zum Dr. phil. Pieper war gemeinsam mit dem Heidelberger Burschenschafter Johannes von Miquel einer der Neugründer der Göttinger Turnvereins  nach der Turnsperre und  Mitherausgeber der 1848 in Göttingen erschienenen Deutschen Studentenzeitung, die als eine der ersten Studentenzeitungen in Deutschland gilt.
Pieper wurde am 24. November 1849 zu vier Wochen Gefängnis wegen Majestätsbeleidigung verurteilt. Kurz nach Verbüßung ging er Anfang 1850 nach London. Im Londoner Exil avancierte er ab September 1850 zum zeitweiligen Privatsekretär von Karl Marx und übersetzte einige seiner Werke in das Deutsche oder Englische. Pieper korrespondierte auch mit Friedrich Engels, der in Manchester lebte. 1852 fand er durch eine Anstellung als Lehrer bei der Familie Rothschild für deren Sohn Alfred Rothschild in Bognor ein Einkommen. Die zwölfjährige Marx-Tochter Jenny Marx nannte den Sekretär ihres Vaters Wilhelm Pieper „Benedick the married man“ aus Much Ado About Nothing, aber ihre Schwester Laura Marx sagte : „Benedick was a wit, he is but ‚a clown‘, and ‚a cheap clown‘ too“.
Wilhelm Pieper war Mitglied im Bund der Kommunisten. Er stellte 1850 den Kontakt zwischen Karl Marx und dem in Göttingen als Anwalt tätigen späteren preußischen Finanzminister Johannes von Miquel her, der ebenso wie Pieper während der 1850er Jahre zu den Kommunisten hielt, um dann in das bürgerlich-liberale Lager zurück zu schwenken. Zahlreiche Schreiben Piepers an Karl Marx, Friedrich Engels und andere führende Mitglieder des Bundes der Kommunisten haben sich in Archiven erhalten. Nach dem Verlust der Anstellung in Bognor im Herbst 1856 ging Wilhelm Pieper 1859 auf Grund einer Amnestie nach Deutschland zurück und erhielt zunächst eine Lehrerstelle in Bremen. Er wechselte 1868 als Lehrer an das Domgymnasium Verden. 1870 war er Oberlehrer am Lyzeum Hannover. Die letzten Lebensjahre verbrachte Pieper in Freiburg im Breisgau, wo er mit 72 Jahren starb.

## Artikel
- The Trial of the Communists at Cologne. The Verdict, in: The People's Paper, the Champignon of political justice and universal right.  Ed. Ernest Charles Jones. London Nr. 26 vom 30. Oktober 1852
- The Trial of the Communists at Cologne. The Verdict, in: The People's Paper, the Champignon of political justice and universal right.  Ed. Ernest Charles Jones. London Nr. 30 vom 27. November 1852

## Archivalien
- Manuskript über Lamartine's Girondins. Französisch (1852) 4 Seiten[15]
- Übersetzung d. 18. ‚Brumaire‘, Kapitel II und III Englisch (September 1852)  51 Seiten[16]
- 16 Briefe von Wilhelm Pieper an Friedrich Engels (1850–1857).[17]
- 21 Briefe von Wilhelm Pieper an Karl Marx (1851–1859).[18]
- Drei Briefe von Karl Marx und Wilhelm Pieper an Friedrich Engels (1851)[19]
- Ernest Jones an Karl Marx und Wilhelm Pieper.[20]
- Ein Brief Wilhelm Pieper an W. Cyples (1856).[21]
- Johannes Miquel an Wilhelm Pieper ein Brief (1850).[22]